# Phare de la Gacholle
Le phare de la Gacholle est situé en Camargue (Bouches-du-Rhône), sur la digue à la mer entre les Saintes-Maries-de-la-Mer et Salin-de-Giraud, entre les étangs de la Dame, du Tampan et de Galabert dans la réserve naturelle nationale de Camargue. 
Il a été construit en 1882, en vue de faciliter l'accès au mouillage de Beauduc - seul abri protégé du vent d'est - et d'éviter la dangereuse pointe du Sablon.
C'est une tour carrée en maçonnerie lisse de 18 mètres de hauteur. La partie supérieure de la lanterne est blanche.
À son origine le feu était équipé d'une lampe à mèche incandescente (lampe Aladin).
La rotation est produite par une « machine de rotation » à poids moteur et régulateur à ailettes.
Le bâtiment, très simple, était en rez-de-chaussée et un étage. Il abritait les deux gardiens.
Il a été mis en service en 1884.
Détruit partiellement pendant la Seconde Guerre mondiale, il a été remis en service le 13 novembre 1948.
Il a été automatisé en 1996.

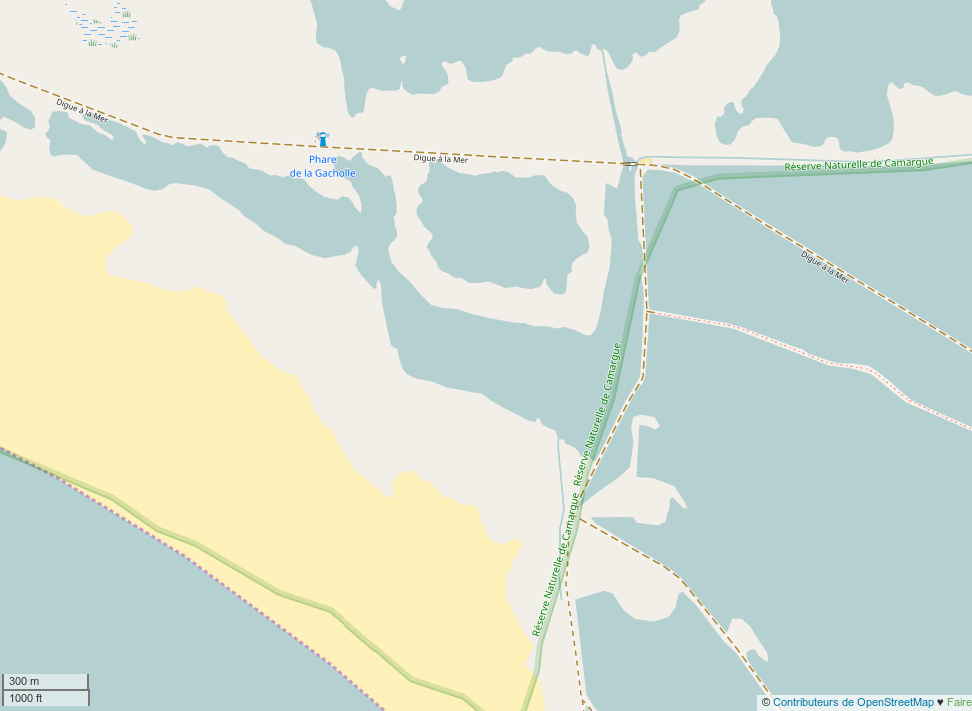

Son éclairage se fait par lampe halogène de 40 watts, dont l'énergie est fournie par un panneau solaire.
Il est aujourd'hui utilisé par la SNPN, association gestionnaire de la réserve naturelle nationale de Camargue et ne se visite pas.